# San Serriffe

Le drapeau du San Serriffe : un gros astérisque.

San Serriffe est une nation fictive. Cet État insulaire a été créé à l'occasion du 1er avril 1977, en guise de farce, par le journal britannique The Guardian.
Ce canular fut publié comme supplément de sept pages, imitant le style d'une présentation d'un pays touristique pour célébrer le dixième anniversaire de son indépendance : celui-ci comprend une carte, des photos (les cocotiers, le président-dictateur, ses forces armées, etc.), un tableau de statistiques (population, nom de la capitale, principales villes, type de climat, monnaie, etc.) et même une publicité pour Kodak (avec pour slogan « Si vous avez une photographie du San Serriffe, Kodak aimerait la voir »).

## Description

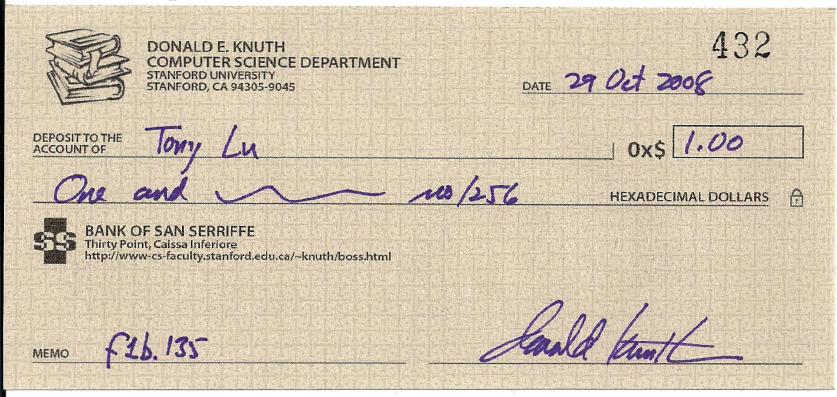
Chèque de récompense émis en 2008 par Donald Knuth auprès de la Bank of San Serriffe (Thirty Point, Caissa Inferiore).

### Géographie
L'archipel du San Serriffe se trouve dans l'océan Indien, au nord-est des Seychelles. Sa surface totale est de 9 724 miles carrés et sa population (selon le recensement de 1973) de 1 782 724 habitants. Il est essentiellement composé de deux îles, dessinant un point-virgule : Caissa Superiore au nord et Caissa Inferiore au sud.
L'île du nord a une forme arrondie irrégulière d'environ 60 miles de diamètre (près de 100 kilomètres) : la capitale, Bodoni, se situe à l'intérieur des terres, un peu au sud-ouest. Le principal port, Port Clarendon se trouve à l'est. Des gisements de pétrole offshore se trouvent au large de la côte occidentale ; les plates-formes d'exploitation sont reliées à Port Clarendon par un oléoduc. Au nord-est se trouvent les gisements de phosphate. Les autres villes littorales de cette île sont Port Elrod au nord, Adze au sud, Erbar, Nomp et Umbra au sud-ouest.
L'île du sud a une forme de virgule ou de griffe, de 70 miles de long. Les principales villes sont de petits ports : Cap Em, Garamondo, Villa Pica, Gillçameo, M'Flong et Thirty Point. L'intérieur des terres est occupée au nord de l'île par des montagnes (le Monte Tempo à 6 498 mètres d'altitude et le Montallegro avec 4 772 m) et au sud-est par un marais. Le littoral au sud forme une longue plage sableuse, les Gill Sands.

### Histoire
L'archipel du San Serriffe est découvert par hasard par un navire d'exploration européen en 1421 : il s'agit d'un bateau de John Street, un Anglais admirateur d'Henri le Navigateur. Son débarquement  se fit près de la ville d'Adze. La colonisation hispanique des îles fut menée de 1432 à 1439. L'archipel est conquis en 1659 par les Britanniques, qui le cèdent au royaume du Portugal en 1815. Un condominium entre les deux alliés est temporairement mis en place entre 1824 et 1836.
Le 1er avril 1967, l'archipel accède à l'indépendance, sous un gouvernement social-démocrate. En juin 1967, le colonel Hispalis prend le pouvoir, remplacé en août 1969 par le général Minion, puis le 11 mai 1971 par le général Pica.

### Gouvernement
En 1977, le San Seriffe profite d'un gouvernement stable depuis six ans, ce qui favorise son développement économique. Cette relative prospérité est le plus souvent attribuée au président Maria-Jesu Pica. Entré dans les forces armées à l'âge de 16 ans, il fut formé à l'académie des mitrailleurs de Bodoni et monta en grade pour atteindre celui de général à l'âge de 29 ans.
Le général Pica fut élu président à vie après le coup d'État du 11 mai 1971 (quand sept régiments de cavalerie démontée ont fait tomber le gouvernement du général Minion, d'origine malaisienne). Le gouvernement est familial :
- Angelico Pica est le Premier ministre ;
- Rudolfo Pica, ministre de l'Intérieur ;
- Martin Pica, ministre des Affaires étrangères ;
- Arnoldo Pica, ministre des Pétroles, Phosphates et du Commerce extérieur ;
- Esmeralda Pica, ministre de l'Éducation, de l'Instruction publique, des Affaires féminines, des Minorités et de la Culture.

Les trois autres enfants du général, Giuseppe, Adolf et Luigi, ont été exécutés pour trahison.

## Jeu typographique
Les noms du pays et des villes sont presque tous des jeux de mots créés à partir de termes typographiques :
- le nom du pays, le « San Serriffe », évoque les polices linéales (c'est-à-dire sans empattement, sans serif en anglais) ;
- le nom des deux principales îles, « Caissa Superiore » et « Caissa Inferiore », sont les traductions fantaisistes de haut-de-casse (c'est-à-dire les majuscules) et de bas-de-casse (minuscules) ;
- le nom de la capitale, « Bodoni », fait référence à la police de caractère Bodoni inventée par Giambattista Bodoni au XVIIIe siècle ;
- le « général Pica » et « Villa Pica » évoquent le point pica ;
- les villes de « Port Clarendon », « Garamondo », « Gillçameo », « Erbar » et « Umbra » sont des clins d'œil aux polices Clarendon, Garamond, Gill Sans, Erbar (en) et Umbra ;
- la ville de Port Elrod renvoie à la machine Elrod.

## Réception
Parmi les réactions des lecteurs publiées les jours suivants dans la rubrique « courrier des lecteurs », quelques-uns racontèrent leurs vacances au San Serriffe ; une lettre du « San Serriffe Liberation Front » critiquait le point-de-vue pro-gouvernemental du supplément. Il y eut aussi quelques lettres de plainte de voyagistes et de compagnies aériennes qui se retrouvaient face à des clients qui souhaitaient aller dans le pays.